# Hemiancistrus wilsoni
Hemiancistrus wilsoni är en fiskart som beskrevs av Eigenmann, 1918. Hemiancistrus wilsoni ingår i släktet Hemiancistrus och familjen Loricariidae. Inga underarter finns listade i Catalogue of Life.